# Arbre de la llibertat

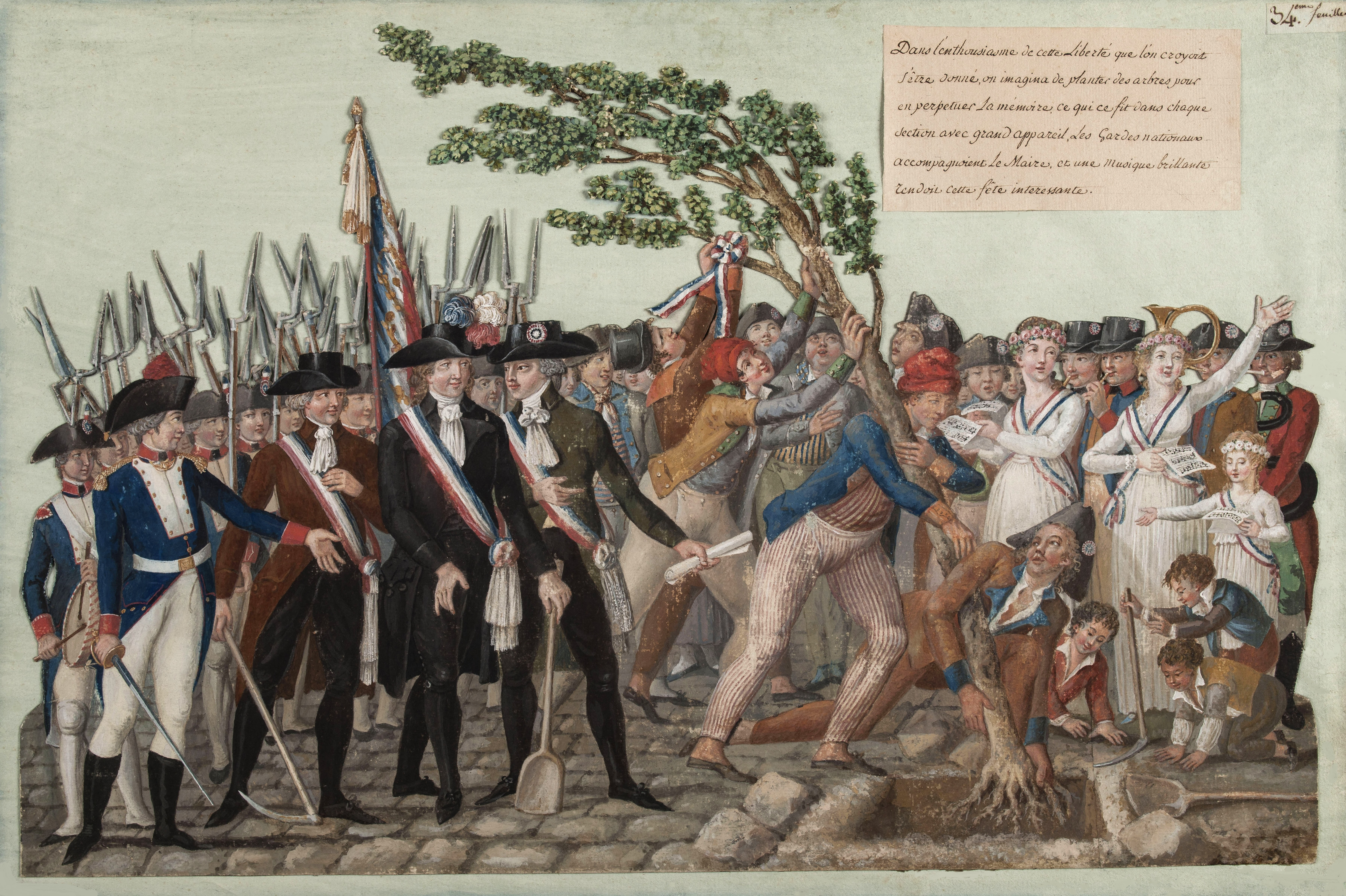
La plantació d'un arbre de la llibertat el 1790 obra de Jean-Baptiste Lesueur

Un arbre de la llibertat és un arbre plantat com a símbol d'una llibertat assolida. És una figura que neix a l'època de la Revolució Francesa de 1789 i també simbolitza l'arbre de la vida, continuïtat, creixement, força i poder. Eren plantats, generalment al lloc més concorregut i visible d'una localitat, com a signes d'alegria i símbols d'emancipació, aquests arbres anaven creixent amb les noves institucions. Aquesta tradició s'estengué ràpidament per Europa i Amèrica.
Des de 1999, aquest arbre és present a les monedes franceses d'u i dos euros.
En el cas de Catalunya encara es conserven dos arbres de la Llibertat com és l'arbre d'Arbúcies i de Llançà.